# Famille d'Astier de La Vigerie
Pour les articles homonymes, voir Astier.
La famille d'Astier de La Vigerie, anciennement Astier, est une famille originaire de Chalencon en Ardèche. Elle a été titrée en 1840 sous la monarchie de Juillet par réversion du titre de baron Huguet de La Vigerie, avec majorat confirmé en 1858 sous le Second Empire.
Cette famille a été illustrée par trois frères qui sont des personnalités marquantes du XXe siècle : François, Henri et Emmanuel d'Astier de La Vigerie, tous les trois compagnons de l'ordre de la Libération.

## Histoire
Gustave Chaix d'Est-Ange écrit que cette famille est originaire de la ville de Vernoux, en Vivarais. Il fait commencer cette famille avec  Jean-Antoine Astier.

## Filiation
- Jean-Antoine Astier (Chalencon 1704 - Vernoux 1754), marié à Élisabeth Coullet le 29 janvier 1739 à Vernoux dont il devient maire perpétuel, eurent dix enfants, dont :
  - Joseph Astier (Vernoux 1739 - Grenoble 1812), sieur du Plot, capitaine des milices des garde-côtes lors de son mariage, puis directeur des Postes à Grenoble, puis inspecteur et directeur des haras royaux, s'est marié en 1777 à Morlaix avec Marie-Anne Josse (1751-1836) qui lui donne deux fils et une fille:
    - Paul-Louis-Alexandre Astier (Morlaix 1772), il se fixe en Martinique;
    - Marie Antoinette d'Astier (Grenoble 1777) mariée en 1794 avec François Geoffroy, commissaire des guerres;
    - Christophe-Séraphin d'Astier (Grenoble 1779 - 1859), ingénieur général des Ponts et chaussées, officier de la Légion d'honneur, marié le 15 juin 1813 avec Henriette Huguet du Vivier, héritière de La Vigerie, fille de Louis-Jérôme Huguet, sieur du Vivier, receveur de l'entrepôt de sel de Paris; il fut autorisé par lettres patentes du roi Charles X[1] à recueillir après la mort de son oncle par alliance, Emmanuel Huguet de La Vigerie, le titre de baron qui lui avait été conféré par lettres patentes datées du 1er août 1825[2], et il en fut investi par nouvelles lettres patentes du roi Louis-Philippe datées du 16 avril 1840. Emmanuel Huguet de La Vigerie (Saint-Claud 1756 - Fortoiseau Villiers-en-Bière 30 janvier 1840) était ancien contrôleur de la ferme des gabelles et administrateur général des Douanes. Christophe-Séraphin d'Astier est le père de :
      - Louis-Emmanuel, baron d'Astier de la Vigerie (1818-1886), investi du majorat au titre de baron par Napoléon III en 1858.

## Personnalités
- Jacques Astier (Vernoux 1666 - Chalençon 1734), maître chirurgien à Chalençon, procureur et lieutenant des bourgeois de Chalençon
- Raoul d'Astier de La Vigerie (1845-1915), élève de Polytechnique (1864), colonel d'artillerie, commandant de l'École d'application de l'artillerie et du génie, époux de Jeanne Masson-Bachasson de Montalivet (1860-1936)
- François d'Astier de La Vigerie  (1886-1956), général de corps aérien, résistant gaulliste, compagnon de la Libération, ambassadeur de France
- Henri d'Astier de La Vigerie (1897-1952), frère du précédent, militaire, militant monarchiste, résistant gaulliste, compagnon de la Libération et homme politique
- Emmanuel d'Astier de La Vigerie (1900-1969), frère du précédent, écrivain, journaliste, résistant gaulliste proche des communistes, commissaire à l'Intérieur de la France libre, compagnon de la Libération, député progressiste d'Ille-et-Vilaine de 1945 à 1958
- Jean-Annet d'Astier de La Vigerie (1920-1976), aviateur, résistant, député à l'Assemblée consultative provisoire, directeur de l'information à Tahiti (1951), fils de François.
- Jérôme d'Astier (1952), écrivain, fils d'Emmanuel.
- Michelle d'Astier de la Vigerie, écrivain, évangéliste, nièce d'Emmanuel d'Astier de La Vigerie

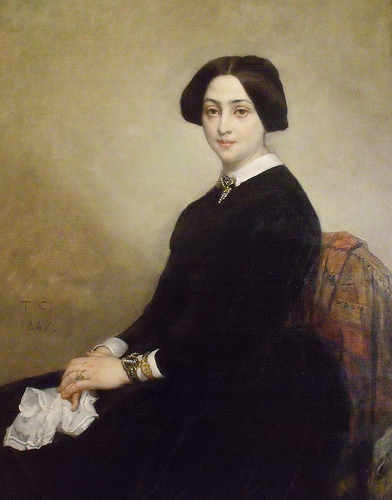
Portrait de Marie-Marguerite d'Astier de La Vigerie
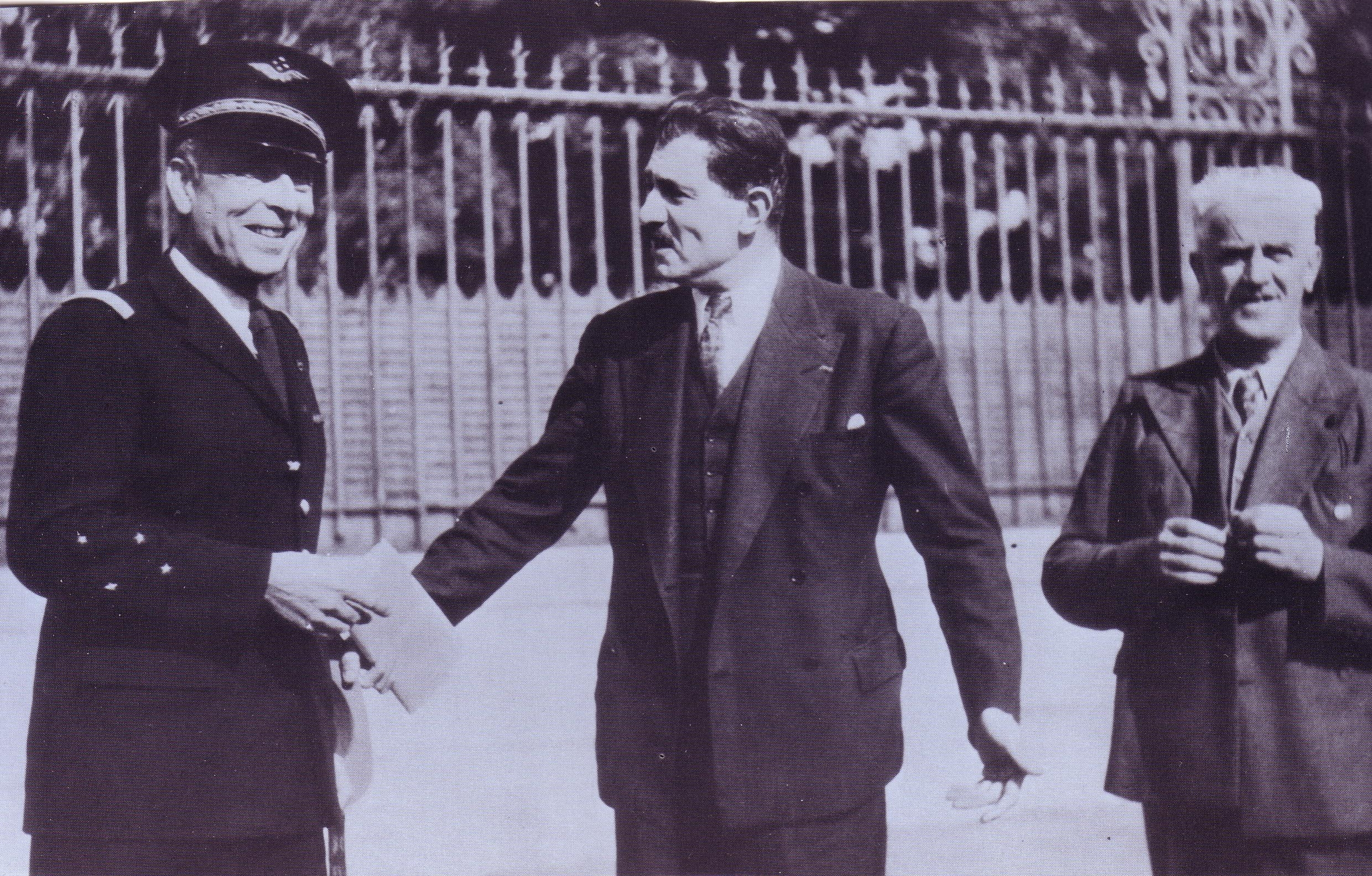
De gauche à droite : le général François d'Astier de La Vigerie (1886-1956), Max Hymans et André Parpais, secrétaire fédéral de la SFIO
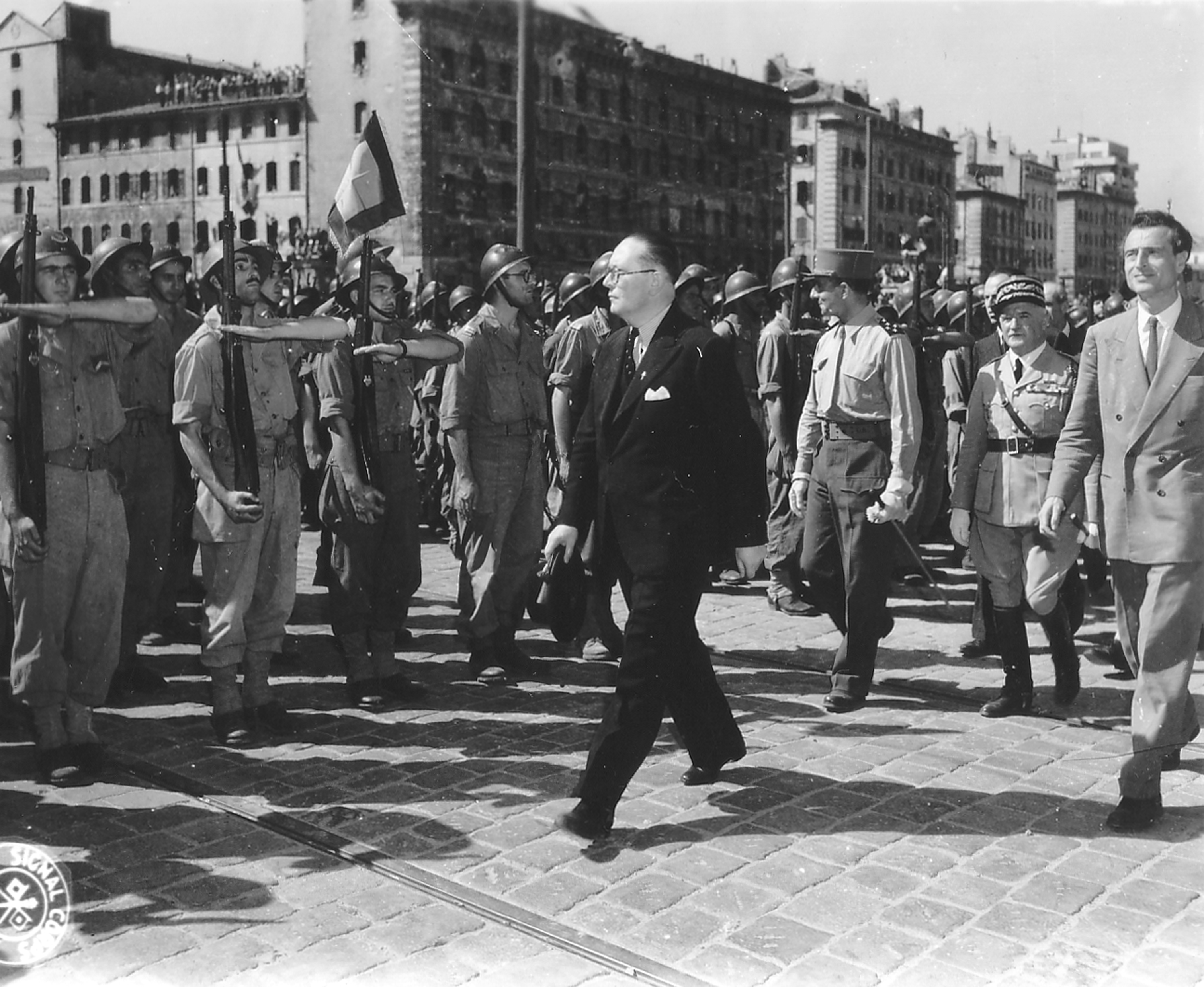
Emmanuel d'Astier de La Vigerie (1900-1969), à droite, lors de la libération de Marseille

## Alliances
Les principales alliances de la famille d'Astier de la Vigerie sont : Coullet (1739), Josse (1777), Geoffroy (1794), Huguet (1813), de France (1873), Masson-Bachasson de Montalivet (1881), Boula de Coulombiers (1901).

## Hommages
- Rue des Frères-d'Astier-de-La-Vigerie, à Paris

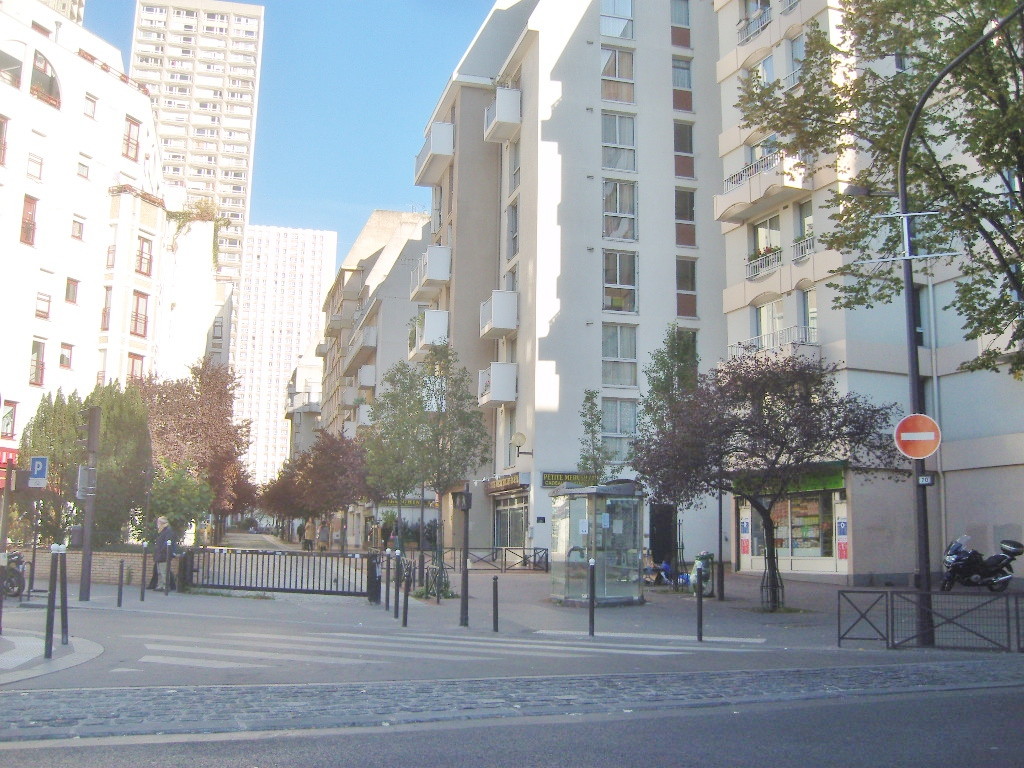
Rue des Frères-d'Astier-de-La-Vigerie (13e arrondissement de Paris)

## Pour approfondir